# Yūji Hirayama
Yūji Hirayama (平山 ユージ?, Hirayama Yūji; Tokyo, 23 febbraio 1969) è un arrampicatore giapponese.
Pratica l'arrampicata in falesia, le vie lunghe e ha gareggiato nelle competizioni di difficoltà.

## Biografia
Ha cominciato ad arrampicare a quindici anni nel 1984 grazie a un negozio di arrampicata giapponese. Prima dell'arrampicata ha provato il calcio, il baseball, il judo, l'aikidō e la corsa in montagna. Nel 1986 ha raggiunto il livello dell'8b. Nel 1989 si è trasferito in Francia dove ha affittato un appartamento con François Legrand suo grande amico. Lo stesso anno ha partecipato alla prima Coppa del mondo di difficoltà, a cui prenderà parte fino al 2007.
Nel 2004 ha realizzato il primo 8c a vista della storia, White Zombie a Baltzola (ESP).

## Palmarès

### Coppa del mondo
|      | 1989 | 1990 | 1991 | 1992 | 1993 | 1994 | 1995 | 1996 | 1997 | 1998 | 1999 | 2000 | 2001 | 2002 | 2003 | 2004 | 2005 | 2006 | 2007 |
| ---- | ---- | ---- | ---- | ---- | ---- | ---- | ---- | ---- | ---- | ---- | ---- | ---- | ---- | ---- | ---- | ---- | ---- | ---- | ---- |
| Lead |      |      | 3    | 4    | 3    | 22   | 7    | 15   | 14   | 1    | 6    | 1    | 20   |      |      | 36   | 31   | 21   | 23   |

### Campionato del mondo
|      | 1991 | 1993 | 1995 | 1997 | 1999 | 2001 | 2003 | 2005 |
| ---- | ---- | ---- | ---- | ---- | ---- | ---- | ---- | ---- |
| Lead | 2    | 3    | 16   | 6    | 2    | 5    |      | 14   |

## Statistiche

### Podi in Coppa del mondo lead
| Stagione | 1º | 2º | 3º | Podi totali |
| -------- | -- | -- | -- | ----------- |
| 1991     | 1  | 2  |    | 3           |
| 1992     |    |    | 1  | 1           |
| 1993     | 1  | 1  |    | 2           |
| 1997     |    |    | 1  | 1           |
| 1998     | 2  | 1  |    | 3           |
| 1999     |    | 1  | 1  | 2           |
| 2000     | 2  | 1  | 2  | 5           |
| Totale   | 6  | 6  | 5  | 17          |

## Falesia

### Lavorato
- 9a+/5.15a:
  - Flat Mountain - Fugato (JPN) - marzo 2003 - Prima salita[2]
- 9a/5.14d:
  - The Fifth Element - Chichibu (JPN) - aprile 2009 - Prima salita[3]
  - Kinematix - Gorges du Loup (FRA) - 2006 - Decima salita della via di Andreas Bindhammer[4]
  - Karachi - Biccya (JPN) - 2005
  - Kryptonite - Rifle (USA) - 2001[5]
  - Underground - Massone (ITA) - 16 settembre 2000 - Via di Manfred Stuffer del 1998[6]

### A vista
- 8c/5.14b:
  - Pata Negra - Rodellar (ESP) - 9 giugno 2007[7]
  - White Zombie - Baltzola (ESP) - 1º settembre 2004 - Primo 8c a vista della storia (anche se con alcune critiche)[1]

Nel 1999 ha anche realizzato Mortal Kombat a Castillon, via di 8c poi degradata a 8b+.

## Vie lunghe

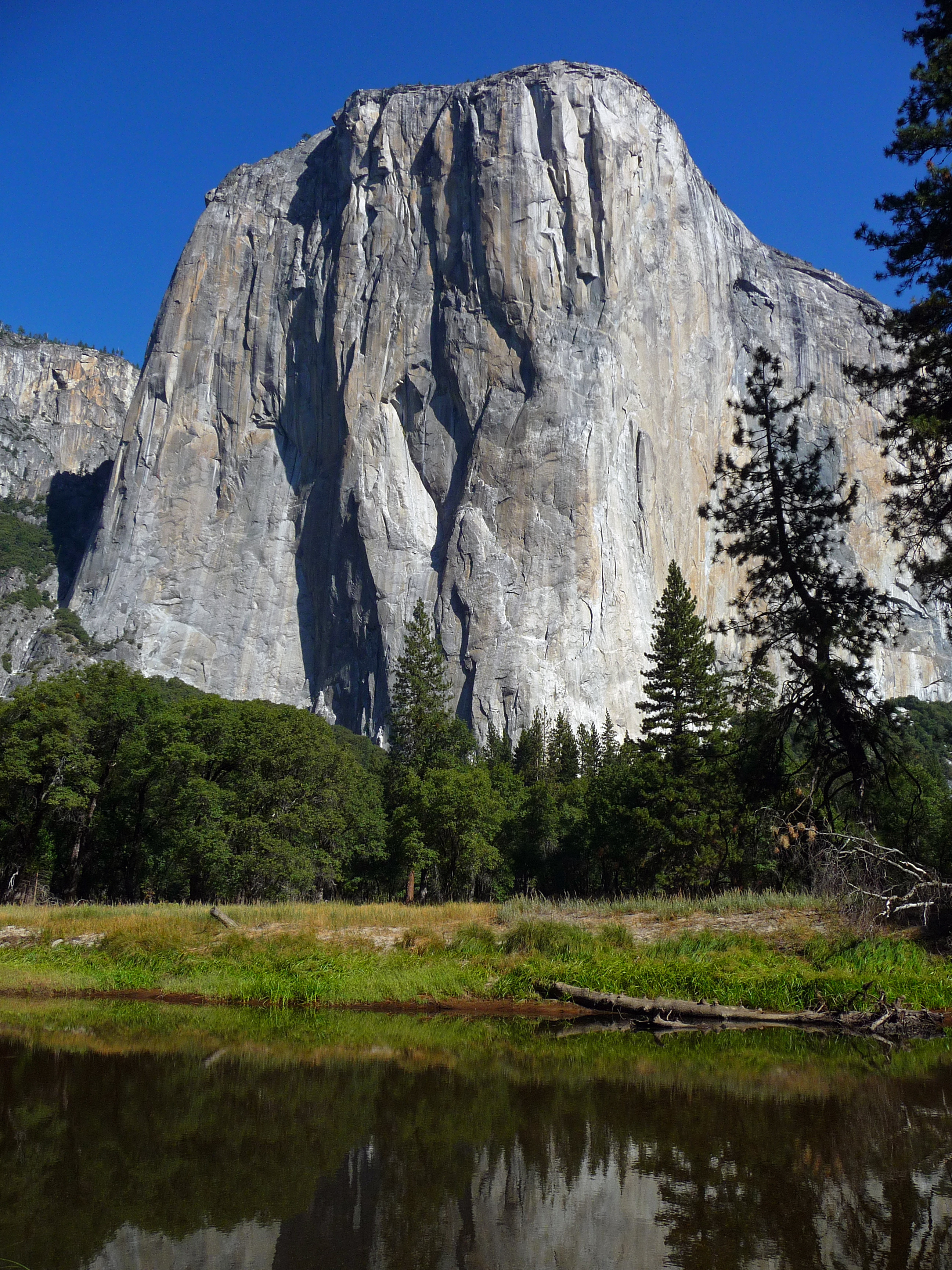
Lo spigolo di El Capitan su cui sale The Nose percorsa in velocità da Hirayama

Ha stabilito numerosi record di velocità in Yosemite.
- The Nose - El Capitan (USA) - 12 ottobre 2008 - Salita con Hans Florine in 2:37:05[8]
- The Nose - El Capitan (USA) - 2 luglio 2008 - Salita con Hans Florine in 2:43:33[9]
- El Niño - El Capitan (USA) - 2003[10]
- Golden Gate - El Capitan (USA) - 2003[11]
- The Nose - El Capitan (USA) - settembre 2002 - Salita con Hans Florine in 2:48:55[12]
- Salathé - El Capitan (USA) - 2002 - Salita in 13 ore[13]